# أرارة أعلى (حديبو)

تعديل مصدري - تعديل

أرارة أعلى إحدى قرى مديرية حديبو التابعة لمحافظة سقطرى، بلغ تعداد سكانها 9 نسمة حسب تعداد اليمن لعام 2004.